# زبابة الفيل ذات أربعة أصابع
زبابة الفيل ذات أربعة أصابع (الاسم العلمي: Petrodromus tetradactylus)، هو النوع الحي الوحيد في جنس Petrodromus، والذي يشكل مع أربعة أجناس أخرى موجودة مثل زبابة الفيل المنقارية وحداد وزبابة الفيل شمال إفريقية وزبابة الفيل طويلة الأذن رتبة زبابات الفيل. لا يوجد هذا النوع إلا في مناطق معينة في إفريقيا وهوأصغر حجمًا مقارنة بأقاربه. لا يوجد تسجيل شامل لهذه الأنواع.